# 翁纳县
翁纳县（Kreis Unna）是德国北莱茵-威斯特法伦州中部的一个县，隶属于阿恩斯贝格行政区，首府翁纳。

## 市镇
- 贝格卡门（Bergkamen）
- 弗伦登贝格（Fröndenberg/Ruhr）
- 卡門（Kamen）
- 呂嫩（Lünen）
- 施韋爾特（Schwerte）
- 塞爾姆（Selm）
- 翁納（Unna）
- 韦尔讷（Werne）
- 伯嫩（Bönen）
- 霍爾茨維克德（Holzwickede）